# Karin Falk
Karin Falk, född 1982, är en svensk författare och journalist. Hon har studerat modevetenskap vid Stockholms universitet och jobbat med Nordiska Museets modeutställning och årsbok. Som journalist har hon skrivit i bland annat Smålandsposten, Dagens Nyheter och Expressen. I boken Det svenska modeundret berättar Falk om nutidens svenska modeindustri. Där menar hon att svenskt dammode överlag inriktar sig på funktionalitet.